# Chiesa di Santa Rosa da Viterbo
La chiesa di Santa Rosa da Viterbo è un luogo di culto cattolico di Roma nel suburbio Tor di Quinto, in via Santa Giovanna Elisabetta.
La parrocchia fu eretta il 5 giugno 1962 con il decreto del cardinale vicario Clemente Micara “Quo uberius suo” ed affidata ai preti del Sacro Cuore di Gesù di Bétharram. A titolo provvisorio fu utilizzata come sede parrocchiale la cappella delle Figlie della Croce. Solo nel 1992 iniziarono i lavori di ristrutturazione della cappella e la sua trasformazione in chiesa parrocchiale, che fu consacrata dal cardinale Camillo Ruini il 7 ottobre 1995.
Il 6 dicembre 1998 la chiesa ha ricevuto la visita di papa Giovanni Paolo II. Dal 2006 la parrocchia è affidata al clero diocesano di Roma.